# Sylvie Plaisant
Sylvie Plaisant (* 29. Juni 1972) ist eine französische Tischtennisnationalspielerin. Seit den 1990er Jahren gehört sie zu den besten Spielerinnen Frankreichs. Sie gewann bisher dreizehn Mal die französische Meisterschaft.

## Nationale Erfolge
Plaisant spielt beim Verein Kremlin-Bicêtre US. Sie wurde 1995 und 1997 französische Meisterin im Einzel. Im Doppel errang sie zehn Titel, 1993 bis 1998 jeweils mit Emmanuelle Coubat, 2000 und 2001 mit Anne-Claire Palut, 2003 mit Elisabeth Gladieux sowie 2007 mit Carole Grundisch. Dazu kommt 2004 ein Titel im Mixed mit Cedric Mirault.

## Internationale Erfolge
Von 1993 bis 1999 wurde Plaisant viermal für Weltmeisterschaften nominiert. Bei den Europameisterschaften kam sie 1994 im Doppel mit  Anne Boileau ins Halbfinale.

## Turnierergebnisse
| Verband | Veranstaltung       | Jahr | Ort        | Land | Einzel     | Doppel        | Mixed      | Team |
| ------- | ------------------- | ---- | ---------- | ---- | ---------- | ------------- | ---------- | ---- |
| FRA     | Europameisterschaft | 1994 | Birmingham | ENG  |            | Halbfinale    |            |      |
| FRA     | Pro Tour            | 1998 | Doha       | QAT  | Rd 1       | Viertelfinale |            |      |
| FRA     | Pro Tour            | 1997 | Lyon       | FRA  | letzte 32  | letzte 16     |            |      |
| FRA     | Pro Tour            | 1997 | Beirut     | LIB  | Rd 1       | Viertelfinale |            |      |
| FRA     | Pro Tour            | 1997 | Gdańsk     | POL  | letzte 32  | Viertelfinale |            |      |
| FRA     | Weltmeisterschaft   | 1999 | Eindhoven  | NED  | letzte 128 | letzte 32     | letzte 128 |      |
| FRA     | Weltmeisterschaft   | 1997 | Manchester | ENG  | Rd 2       | letzte 32     | letzte 128 | 17   |
| FRA     | Weltmeisterschaft   | 1995 | Tianjin    | CHN  | Qual       | letzte 32     | Qual       | 13   |
| FRA     | Weltmeisterschaft   | 1993 | Göteborg   | SWE  | letzte 128 | letzte 64     | letzte 128 | 16   |